# Beatrix Grubeck-Loebenstein
Beatrix Grubeck-Loebenstein (geboren 16. Juni 1953 in Wien) ist eine österreichische Immunologin.

## Biografie
Grubeck-Loebenstein studierte in Wien Humanmedizin mit dem Facharztabschluss in Innerer Medizin (1984). Dank eines Erwin-Schrödinger Stipendiums forschte sie drei Jahre lang in der Gruppe von Marc Feldmann am damaligen Charing Cross Sunley Research Centre in London (heute Kennedy Institute of Rheumatology) an Autoimmunerkrankungen u. a. der Schilddrüse und erarbeitete sich dadurch eine Expertise in Immunologie. Anschließend übernahm Grubeck-Loebenstein die Leitung einer Forschergruppe am Institut für Allgemeine und Experimentelle Pathologie der Universität Wien.
1992 war sie Mitbegründerin des Institut für Biomedizinische Alternsforschung der Österreichischen Akademie der Wissenschaften (ab 2012 eingegliedert in die Universität Innsbruck) in Innsbruck. Ebenda leitete sie als Professorin für Immungerontologie die Abteilung für Immunologie und war von 2003 bis zu ihrer Pensionierung im Jahre 2018 Direktorin des Institutes.
Beatrix Grubeck-Loebenstein ist Autorin bzw. Koautorin von mehr als 250 wissenschaftlichen Arbeiten und Buchbeiträgen und Trägerin des Österreichischen Ehrenkreuzes für Wissenschaft und Kunst. 1994 erhielt sie den Karl Landsteiner-Preis, 2013 den Tiroler Landespreis für Wissenschaft.
Grubeck-Loebenstein ist die Tochter der Arabistin und Papyrologin Helene Loebenstein.